# 活劇少女探偵団
『活劇少女探偵団』（かつげきしょうじょたんていだん）は、アニメ雑誌『月刊OUT』（みのり書房）1986年12月号に連載された、江口勇の漫画作品及び、それを原作としたOVA作品。

## あらすじ
名門・聖ゴータマ女学院に通う友里子・碧・静の3人組は少女探偵団を結成して様々な事件を解決していた。
そんなある日、碧が学校へ来なくなり、寮を引き払ってしまった。不審に思った友里子と静香は彼女の自宅へ向かうが、そこで彼女たちは、実相寺ら生徒会に襲われてしまう。事件の背後に女学院の理事長がいることを知った二人は、碧を助けるため理事長の許に向かう。

## 登場人物
江戸川 友里子（えどがわ ゆりこ）
少女探偵団のメンバー。後先考えずに行動してしまう癖がある。
一の谷 碧（いちのたに みどり）
少女探偵団のメンバー。男勝りで勝気な性格をしている。ガンマニアで、部屋に大量の銃器を保管している。
イングリット・静・グルーベル（イングリット・しずか・グルーベル）
少女探偵団のメンバー。友里子のことを「お姉さま」と呼び慕っている。
実相寺 昭子（じっそうじ あきこ）
聖ゴータマ女学院の生徒会長で、理事長の手先。問題行動ばかり起こす少女探偵団を目の敵にしている。
理事長
聖ゴータマ女学院の理事長。一の谷博士の発明した兵器を外国に転売し、一儲けしようと企んでいる。ミリタリーマニアで、私設の軍隊を所有している。

## OVA
1986年11月25日にジャパンホームビデオよりVHS・Betamax（KL-2025）が発売。東京ムービー新社が初めて手掛けたOVA作品。

### キャスト
- 江戸川友里子 - 山本百合子
- 一の谷碧 - TARAKO
- イングリット・静・グルーベル - 三浦雅子
- 実相寺昭子 - 鶴ひろみ
- 理事長 - 大竹宏[3]
- 柴田由美子
- 青羽美代子
- 朝井良江
- 塩沢兼人
- 田中和実

### スタッフ
- 監督・絵コンテ - 奥脇雅晴
- 脚本 - 花園由宇保
- 原作 - 江口勇・家入多佳文（月刊OUT）
- キャラクターデザイン・作画監督 - 後藤真砂子
- 美術 - 清水一利
- 色指定 - 山名公枝、中山しほ子
- 音響監督 - 加藤昭二
- 音楽 - 林有三
- 背景 - スタジオ蒼竜窟
- 撮影 - 旭プロダクション
- 編集 - 掛須編集室
- 現像 - 東京現像所
- プロデューサー - 瀬谷愼・池田陽一
- 企画・アニメーション制作 - 東京ムービー新社
- 製作 - ジャパンホームビデオ

### 主題歌
オープニングテーマ「天使のモンタージュ」
歌：少女探偵団（山本百合子・TARAKO・三浦雅子）
作詞：森由里子、作曲：瀬井広明、編曲：林有三
エンディングテーマ「見守りたいの」
歌：森口博子
作詞：森由里子、作曲：瀬井広明、編曲：林有三

### LPレコード
- 「オリジナル・サウンドトラック 活劇少女探偵団 音楽集」（キングレコード、1986年11月21日発売）LP:K18G-7316/カセットテープ:K18H-4374